# Beáta Meskó
Beáta Meskó, coniugata Berziné (Budapest, 12 luglio 1964), è un'ex cestista ungherese.

## Carriera
Con l'Ungheria ha disputato i Campionati europei del 1993.